# 변경의 팔라딘

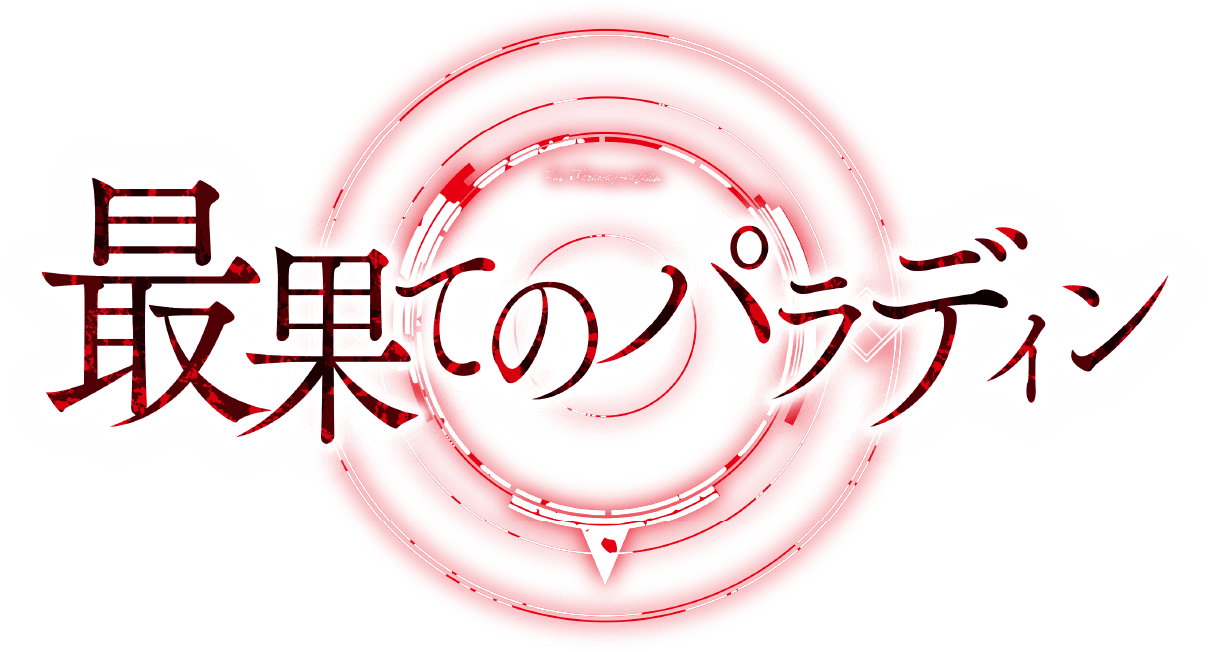

변경의 팔라딘(일본어: 最果てのパラディン)는 야나기노 히니타가 글을 쓰고, 린 쿠스나가가 삽화를 그린 일본의 소설 작품이다. 「소설가가 되자」에서 2015년 5월 1일부터 웹 소설로 발간. 2016년 3월 25일부터 오버랩 문고에서 간행하고 있다.

## 줄거리
과거에 멸망한 망자의 도시... 그 외딴 땅에는 유일하게 살아있는 인간 아이, 윌이 있었다. 소년을 키운 것은 세 명의 언데드(불사자).
호쾌한 해골 검사 브래드, 얌전한 미라 신관 마리, 비뚤어진 성격의 유령 마법사 거스(아우구스투스). 이들에게 가르침을 받고, 사랑을 받으며 자라난 소년은 언제부턴가 한 가지 의문을 품게 되는데...
.........나의 정체는 대체 뭐지?
윌에 의해 밝혀지는, 변경의 도시에 숨겨진 불사자들의 수수께끼. 선한 신들의 사랑과 자비. 악한 신들의 집착과 광기. 크면 알려주겠다고 약속했었지. 조금 길지만, 이야기해 줄께. 많은 영웅들과 우리의 죽음..... 그리고 네가 여기서 자란 이유에 대한 이야기기도 해.
그 모든 것을 알았을 때, 소년은 성기사가 되는 길을 걷기 시작한다.